# Eligmodontia puerulus
Eligmodontia puerulus is een zoogdier uit de familie van de Cricetidae. De wetenschappelijke naam van de soort werd voor het eerst geldig gepubliceerd door Philippi in 1896.

## Voorkomen
De soort komt voor in Peru, Bolivia, Argentinië en Chili.